# Point Labatt
Point Labatt är en udde i Australien. Den ligger i kommunen Streaky Bay och delstaten South Australia, omkring 440 kilometer nordväst om delstatshuvudstaden Adelaide.
Trakten är glest befolkad. Närmaste större samhälle är Sceale Bay, omkring 17 kilometer nordväst om Point Labatt.